# Kambadahalli, Sidlaghatta
Kambadahalli là một làng thuộc tehsil Sidlaghatta, huyện Chikkaballapur, bang Karnataka, Ấn Độ.